# رودولفو جاوینلی
رودولفو جاوینلی (به ایتالیایی: Rodolfo Gavinelli) بازیکن فوتبال و اهل ایتالیا است که از سال ۱۹۱۱ میلادی عضو تیم ملی فوتبال ایتالیا بوده و در ۱ بازی ملی حضور داشته‌است. او در بازی‌های ملی‌اش گلی به ثمر نرساند.
رودولفو جاوینلی آخرین بازی ملی خود را در سال ۱۹۱۱ میلادی انجام داد.